# Kem (cantante)
Kem (nacido el 23 de julio de 1969 en Nashville (Tennessee) es un cantante estadounidense de R&B y neo soul. Creció en la ciudad de Detroit, donde comenzó sus labores de compositor, productor, instrumentista y cantante, inspirándose en artistas como Stevie Wonder y Steely Dan. Tras producir en Motown a diversos artistas, en 2003 lo hizo con su álbum debut "Kemistry", del que obtuvo ventas superiores a las 500.000 copias en Estados Unidos, consiguiendo así el certificado de oro por la RIAA. Desde entonces sigue colaborando para Motown y forma parte de sus artistas. En 2005 lanzó al mercado "Album II", con el cual rozó el top20 de las listas de ventas.

## Discografía
| Año  | Título               | Discográfica |
| ---- | -------------------- | ------------ |
| 2003 | Kemistry             | Motown       |
| 2005 | Album II             | Motown       |
| 2010 | Intimacy: Album III  | Motown       |
| 2012 | What Christmas Means | Motown       |
| 2014 | Promise to Love      | Motown       |
| 2020 | Love Always Wins     | Motown       |